# Kabupaten Sekadau
Kabupaten Sekadau är ett kabupaten i Indonesien.   Det ligger i provinsen Kalimantan Barat, i den nordvästra delen av landet, 800 km nordost om huvudstaden Jakarta. Antalet invånare är 181 634.